# Țețenivka, Șumsk
Țețenivka (în ucraineană Цеценівка) este o comună în raionul Șumsk, regiunea Ternopil, Ucraina, formată numai din satul de reședință.

## Demografie
Componența lingvistică a comunei Țețenivka
     Ucraineană (99,63%)
     Alte limbi (0,37%)
Conform recensământului din 2001, majoritatea populației comunei Țețenivka era vorbitoare de ucraineană (99,63%), existând în minoritate și vorbitori de alte limbi.